# Jan Novák (lední hokejista)
Jan Novák (* 9. února 1979 v Havlíčkově Brodě) je český hokejový obránce. V současné době působí jako hráč v týmu BK Havlíčkův Brod.

## Ocenění a úspěchy
- 2000 ČHL-20 - Nejlepší hráč v pobytu na ledě playoff (+/-)
- 2000 ČHL-20 - Nejlepší nahrávač v playoff
- 2004 ČHL - ČHL/SHL – Utkání hvězd české a slovenské extraligy
- 2004 ČHL - Nejlepší střelec mezi obránci
- 2006 ČHL - ČHL/SHL – Utkání hvězd české a slovenské extraligy
- 2006 ČHL - Nejlepší obránce
- 2006 ČHL - Nejslušnější hráč
- 2019 1.ČHL - Nejlepší nahrávač mezi obránci

## Prvenství
- Debut v ČHL - 5. září 1997 (HC Slavia Praha proti HC Becherovka Karlovy Vary)
- První asistence v ČHL - 5. září 1997 (HC Slavia Praha proti HC Becherovka Karlovy Vary)
- První gól v ČHL - 30. prosince 1997 (HC Keramika Plzeň proti HC Slavia Praha, brankáři Dušanu Salfickému)

## Hráčská kariéra
- 1997-98 HC Slavia Praha
- 1998-99 HC Slavia Praha
- 1999-00 HC Slavia Praha
- 2000-01 HC Slavia Praha
- 2001-02 HC Slavia Praha
- 2002-03 HC Slavia Praha
- 2003-04 HC Slavia Praha
- 2004-05 HC Slavia Praha
- 2005-06 HC Slavia Praha
- 2006-07 AK Bars Kazaň
- 2007-08 AIK Skelleftea, Kärpät Oulu, HC Slavia Praha
- 2008-09 HC Slavia Praha, BK Mladá Boleslav
- 2009-10 Avtomobilist Jekatěrinburg KHL, HC Kometa Brno
- 2010-11 HC Mountfield
- 2011-12 HC Mountfield
- 2012-13 HC Fassa
- 2012-13 Graz 99ers
- 2013-14 ČEZ Motor České Budějovice
- 2014-15 HC Slavia Praha
- 2015-16 HK 36 HANT Skalica
- 2016-17 HC Most
- 2017-18 HC Slavia Praha
- 2018-19 HC Slavia Praha
- 2019-20 HC Slavia Praha
- 2020-21 HC Slavia Praha
- 2021-22 HC Baník Sokolov
- 2022-23 HC Baník Sokolov
- 2023-24 BK Havlíčkův Brod

## Reprezentace
| Rok                       | Tým                       | Soutěž                    | Z | G | A | B | TM |
| ------------------------- | ------------------------- | ------------------------- | - | - | - | - | -- |
| 1997                      | Česko 18                  | ME-18                     | 6 | 0 | 0 | 0 | 8  |
| 2004                      | Česko                     | MS                        | 7 | 0 | 2 | 2 | 4  |
| Juniorská kariéra celkově | Juniorská kariéra celkově | Juniorská kariéra celkově | 6 | 0 | 0 | 0 | 8  |
| Seniorská kariéra celkově | Seniorská kariéra celkově | Seniorská kariéra celkově | 7 | 0 | 2 | 2 | 4  |